# Methanopyrales
En taxonomía, los Methanopyrales son una orden de los Methanopyri. Contiene solamente una familia, Methanopyraceae, un género, Methanopyrus, y una especie, Methanopyrus kandleri. Esta especie es quimoautolitótrofo y sus células poseen forma de barra. Puede crecer cómodamente a temperaturas de 98 °C y puede sobrevivir en tempturatures tan altas como 110 °C, por lo que es el metanógena más termófilo conocido. Viven en los fuentes hidrotermales. Como Methanobacteriales, pero a diferencia de otras arqueas metanógenas, sus paredes celulares contienen seudomureína.

## Otras lecturas

### Revistas científicas
- Huber R; Stetter KO (2001). «Order I. Methanopyrales ord. nov.».  En DR Boone; RW Castenholz, eds. Bergey's Manual of Systematic Bacteriology Volume 1: The Archaea and the deeply branching and phototrophic Bacteria (2nd edición). New York: Springer Verlag. pp. 169. ISBN 978-0-387-98771-2.
- Garrity GM; Holt JG (2001). «Class VII. Methanopyri class. nov.».  En DR Boone; RW Castenholz, eds. Bergey's Manual of Systematic Bacteriology Volume 1: The Archaea and the deeply branching and phototrophic Bacteria (2nd edición). New York: Springer Verlag. pp. 169. ISBN 978-0-387-98771-2.

### Bases de datos científicos
- PubMed
- PubMed Central
- Google Scholar